# Ekain Zenitagoia
Ekain Zenitagoia Arana (Durango, 29 aprile 1994) è un calciatore spagnolo, attaccante del Real Murcia.

## Carriera
Cresciuto nel settore giovanile del Durango, ha iniziato la sua carriera nelle serie minori del calcio spagnolo, vestendo le maglie di Iurretako e Durango. Dopo aver trascorso una stagione in terza divisione con l'Amorebieta, il 14 agosto 2020 è stato acquistato dall'Ibiza, altro club militante nella stessa categoria. Al termine della stagione 2020-2021, ha contribuito alla storica prima promozione in seconda divisione del club isolano. Ha esordito in Segunda División il 13 agosto 2021, disputando l'incontro pareggiato 0-0 contro il Real Saragozza, mentre il 28 agosto seguente ha realizzato la sua prima rete in campionato, nell'incontro vinto per 2-1 sul campo del Leganés.

## Statistiche

### Presenze e reti nei club
Statistiche aggiornate al 19 dicembre 2022.
| Stagione        | Squadra         | Campionato      | Campionato | Campionato | Coppe nazionali | Coppe nazionali | Coppe nazionali | Coppe continentali | Coppe continentali | Coppe continentali | Altre coppe | Altre coppe | Altre coppe | Totale | Totale |
| Stagione        | Squadra         | Comp            | Pres       | Reti       | Comp            | Pres            | Reti            | Comp               | Pres               | Reti               | Comp        | Pres        | Reti        | Pres   | Reti   |
| --------------- | --------------- | --------------- | ---------- | ---------- | --------------- | --------------- | --------------- | ------------------ | ------------------ | ------------------ | ----------- | ----------- | ----------- | ------ | ------ |
| 2019-2020       | Amorebieta      | SDB             | 25         | 9          | CR              | 1               | 0               |                    | -                  | -                  |             | -           | -           | 26     | 9      |
| 2020-2021       | Ibiza           | SDB             | 14+7       | 2+1        | CR              | 3               | 0               |                    | -                  | -                  |             | -           | -           | 24     | 3      |
| 2021-2022       | Ibiza           | SD              | 32         | 6          | CR              | 1               | 0               |                    | -                  | -                  |             | -           | -           | 33     | 6      |
| 2022-2023       | Ibiza           | SD              | 20         | 2          | CR              | 1               | 0               |                    | -                  | -                  |             | -           | -           | 21     | 2      |
| Totale Ibiza    | Totale Ibiza    | Totale Ibiza    | 66+7       | 10+1       |                 | 5               | 0               |                    | -                  | -                  |             | -           | -           | 78     | 11     |
| Totale carriera | Totale carriera | Totale carriera | 98         | 20         |                 | 6               | 0               |                    | -                  | -                  |             | -           | -           | 104    | 20     |